# Salisbury (Missouri)
Salisbury – miasto w Stanach Zjednoczonych, w stanie Missouri, w hrabstwie Chariton.